# Bernard Bijvoet
Bernard Bijvoet (Amsterdam, 14 december 1889 – Haarlem, 27 december 1979) was een Nederlands architect die tot de stroming van het nieuwe bouwen en de nieuwe zakelijkheid wordt gerekend.

## Biografie
Bijvoet werd geboren aan de Kromme Waal in Amsterdam en was een zoon van de verffabrikant Willem Frederik Bijvoet en Barendina Margaretha Rüfer. Hij was een oudere broer van de scheikundige Johannes Martin Bijvoet. Hij volgde de HBS en begon in 1908 aan zijn studie bouwkunde aan de Technische Hogeschool Delft, waar hij bevriend raakte met jaargenoot Jan Duiker. In 1913 studeerden beiden af. Ze werkten enkele jaren op het bureau van prof. Henri Evers, die onder andere toezicht hield op de bouw van het door hem ontworpen stadhuis van Rotterdam. In 1916 begonnen Duiker en Bijvoet in Zandvoort hun eigen architectenbureau. Ze wonnen een prijsvraag met hun ontwerp voor De Karenhuizen, een bejaardenoord in Alkmaar, en ontwierpen onder andere het Villadorp Kijkduin (1922-1923), een woonhuis in Aalsmeer en een drogisterij in Zandvoort (1925). Hun ontwerpen voor de Chicago Tribune Tower te Chicago en een gebouw voor de Volkenbond in Genève werden nooit uitgevoerd.
Bijvoet verbrak halverwege de jaren twintig de samenwerking met Duiker. Hij vertrok in 1925 naar Parijs en ging daar bij het bureau van de Franse architect Pierre Chareau werken. Met Chareau ontwierp hij onder andere het Maison Dalsace in Parijs, beter bekend als het Maison de Verre. Bijvoet werd in Frankrijk als een belangrijk architect beschouwd; Le Corbusier meende zelfs: "Monsieur Byvoët, votre génie est très grand pour l’Europe." In Nederland zijn Bijvoets ontwerpen uit zijn Franse periode echter betrekkelijk onbekend gebleven.
Na het overlijden van Duiker in 1935 voltooide Bijvoet Duikers ontwerp voor Hotel Gooiland. Hij bleef echter in Frankrijk, en werkte eind jaren dertig samen met de Franse architecten Eugène Beaudouin (1898-1983) en Marcel Lods (1891-1978). Tijdens de Tweede Wereldoorlog vluchtte Bijvoet naar de Dordogne. Pas na de oorlog keerde Bijvoet definitief naar Nederland terug. Hij vestigde zich in Haarlem en begon daar in 1947 een architectenbureau met architect Gerard Holt. Bijvoet ontwierp onder andere met Holt een woonhuis in Aerdenhout (Villa Looyen) en woonblokken in Katwijk aan Zee, Hoek van Holland, Rotterdam en Velsen.

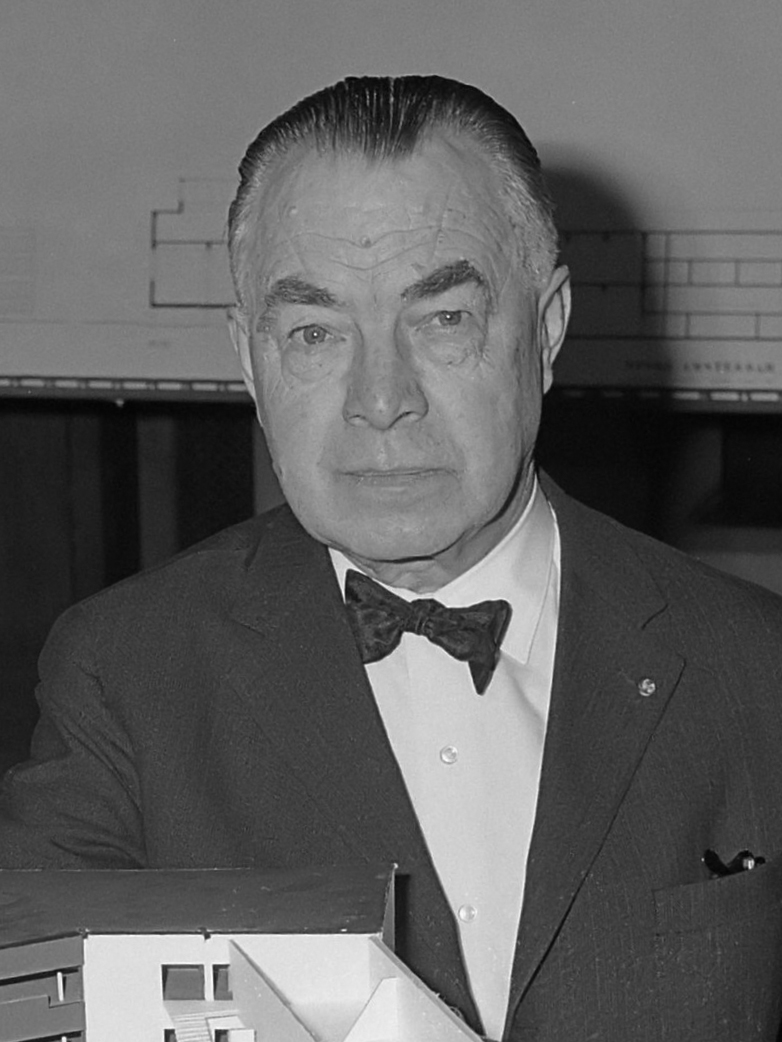
Bernard Bijvoet (1963)

In de jaren vijftig ontwierp Bijvoet in Amsterdam flats aan de Aalbersestraat en Ruys de Beerenbrouckstraat in de wijk Geuzenveld, flats en winkels aan de Johan Huizingalaan in Slotervaart, flats en laagbouw aan de Robert Fruinlaan in Slotervaart, en hoogbouw aan de Van Nijenrodeweg in Buitenveldert. Hij specialiseerde zich in de akoestiek van theaterzalen en ontwierp met Holt theaters in Tilburg en in Nijmegen, en in de jaren zestig theaters in Apeldoorn en in Tiel, en een operagebouw dat op de plaats van het oude RAI-gebouw aan de Amsterdamse Ferdinand Bolstraat moest verrijzen, met een hoteltoren er naast. Het ontwerp voor het operagebouw zou nooit worden uitgevoerd; de hoteltoren werd het Okura Hotel, gebouwd voor de Japanse Okura-hotelketen.

## Stopera
Bijvoet zou woedend zijn geworden toen hij hoorde dat voor een stadhuis aan het Waterlooplein voor het ontwerp van Wilhelm Holzbauer was gekozen, en zou zelfs diens nationaliteit er bij hebben betrokken ("Een Oostenrijker op het Waterlooplein... dat nooit.") Het ontwerp kwam er toch, om financiële redenen gecombineerd met het operagebouw dat Bijvoet en Holt hadden zullen bouwen, waarbij Holzbauer samenwerkte met Cees Dam, de schoonzoon van Holt. De laatste trok zich uit het project terug maar Bijvoet werkte er namens hun beider architectenbureau aan mee. Op 26 oktober 1979 werden de plannen gepresenteerd in het gebouw van de voormalige Gemeentegiro aan het Singel. Kort daarop werd de bijna 90-jarige Bijvoet echter ziek. Hij droeg zijn werk over aan Cees Dam en overleed een maand later op 90-jarige leeftijd in een ziekenhuis te Haarlem aan kanker. De brug (brug 229) over de Zwanenburgwal die de Staalstraat met het Waterlooplein en het Stoperaterrein verbindt is naar hem vernoemd.
Bijvoet was Officier in de Orde van Oranje-Nassau. Hij was tweemaal gehuwd. Uit zijn eerste huwelijk werden een dochter en een zoon geboren.

## Enkele ontwerpen
- clubhuis van Golf de Beauvallon (1926-1927), met Pierre Chareau
- Sanatorium Zonnestraal, Hilversum (1928), met Jan Duiker
- Maison de Verre, Parijs (1928-1931), met Pierre Chareau
- Grand Hotel Gooiland, Hilversum (1934-1936), met Jan Duiker
- Villa Looyen, Aerdenhout (1948-1950)
- Stadsschouwburg Nijmegen (1955-1961), met Gerard Holt
- Stadsschouwburg Tilburg (1961), met Gerard Holt
- Schouwburg Orpheus, Apeldoorn (1965), met Gerard Holt
- Okura Hotel, Amsterdam (1968-1972), met Gerard Holt en de Japanse architecten Yoshiro Taniguchi en Yozo Shibata

## Galerij

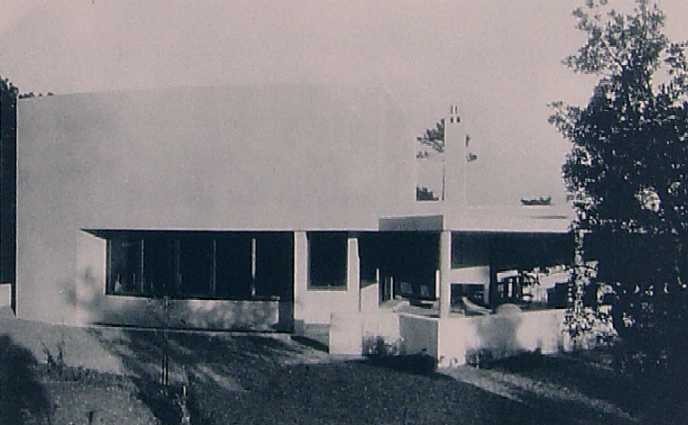
Clubhuis voor Golf de Beauvallon
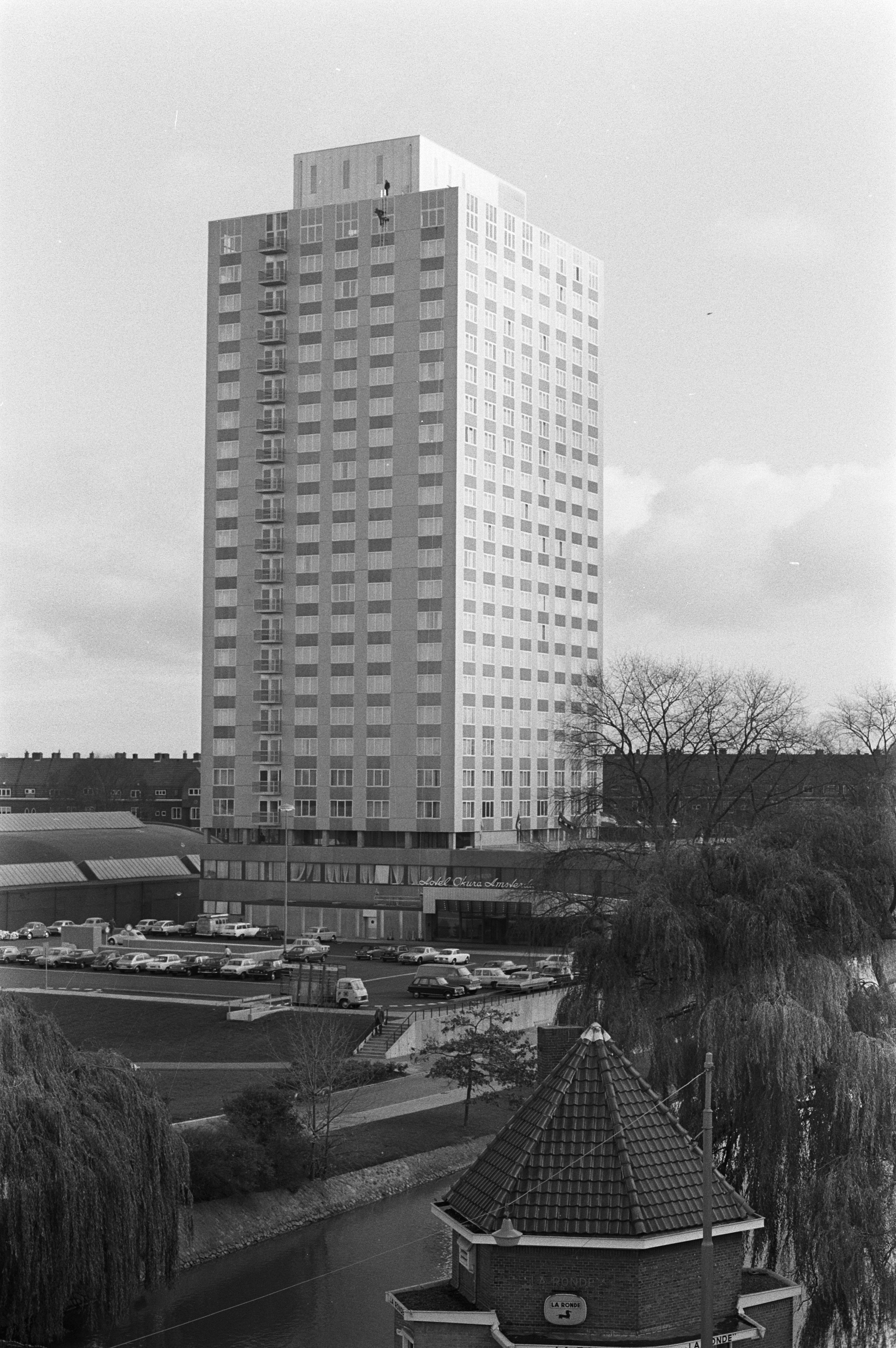
Okura Hotel (1971)
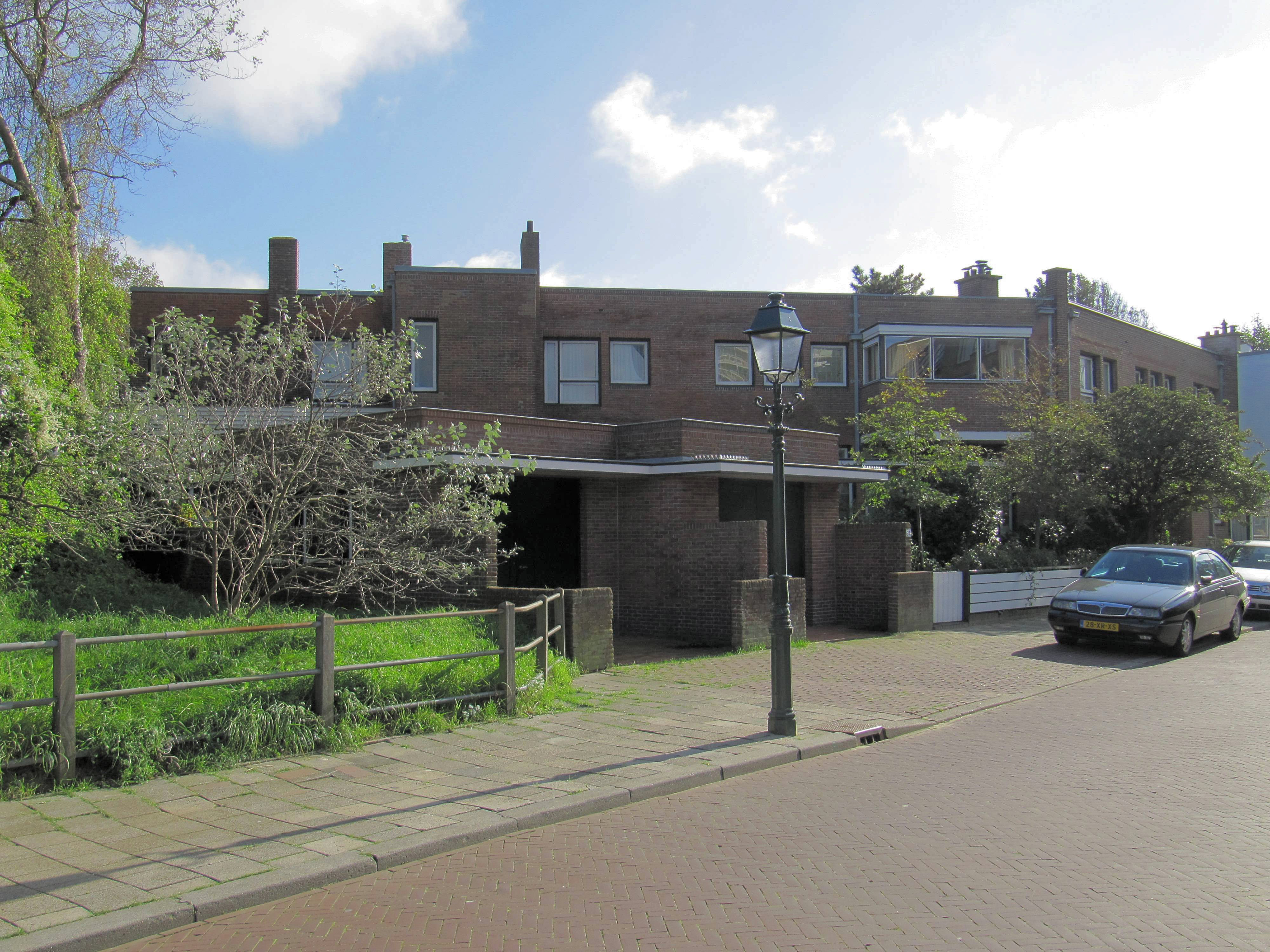
Doornstraat (Den Haag)
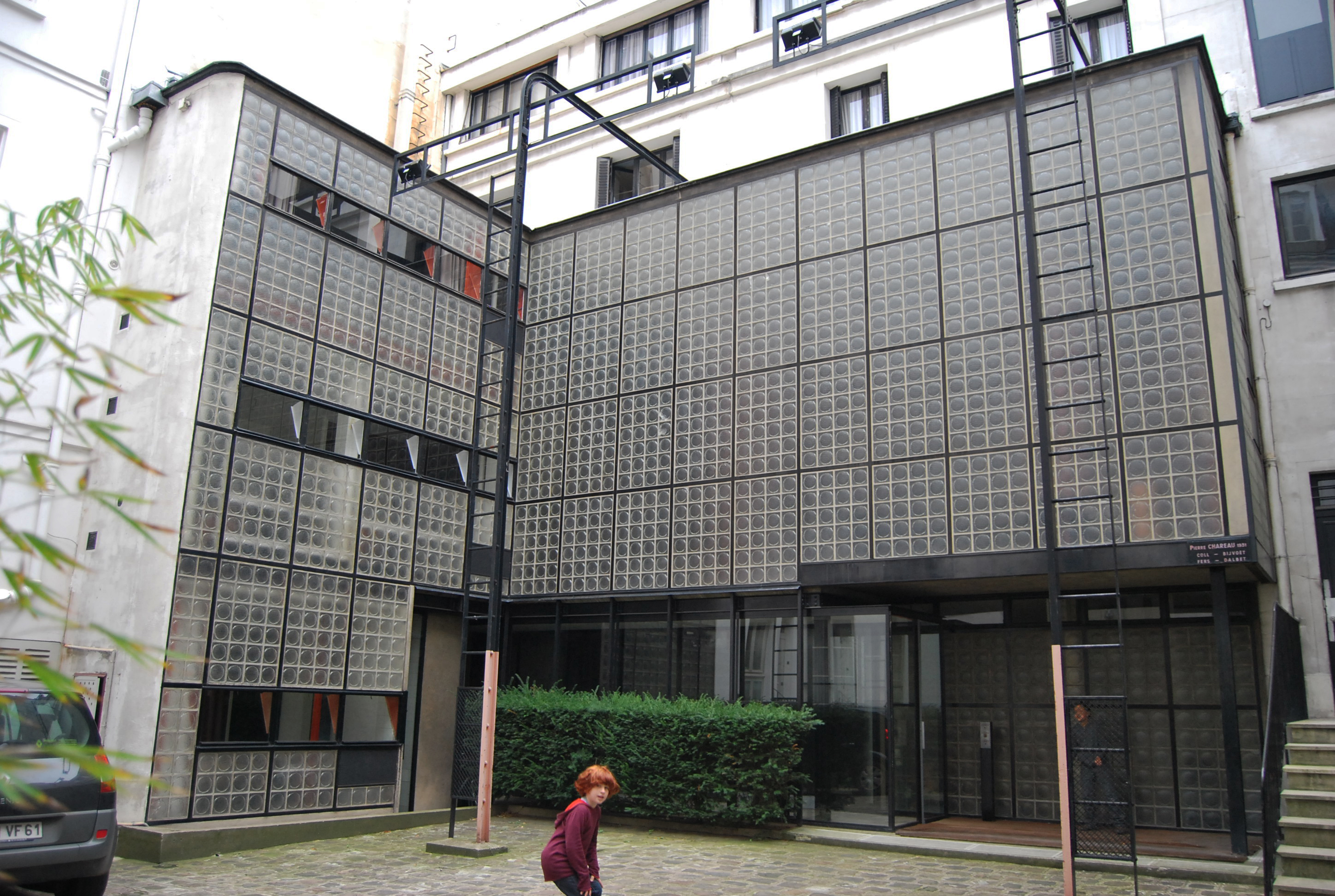
Maison de Verre
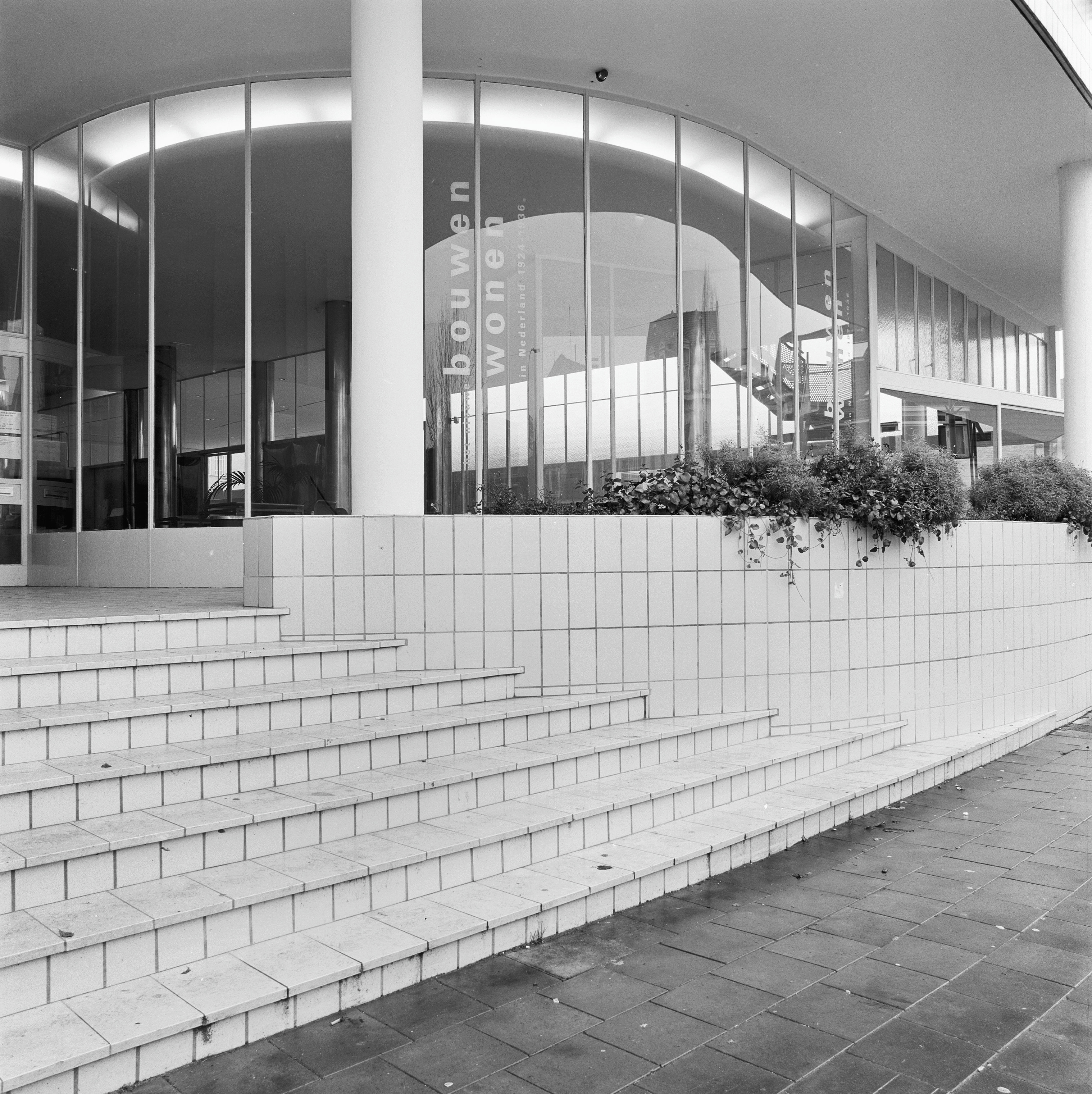
Gooiland (Hilversum)
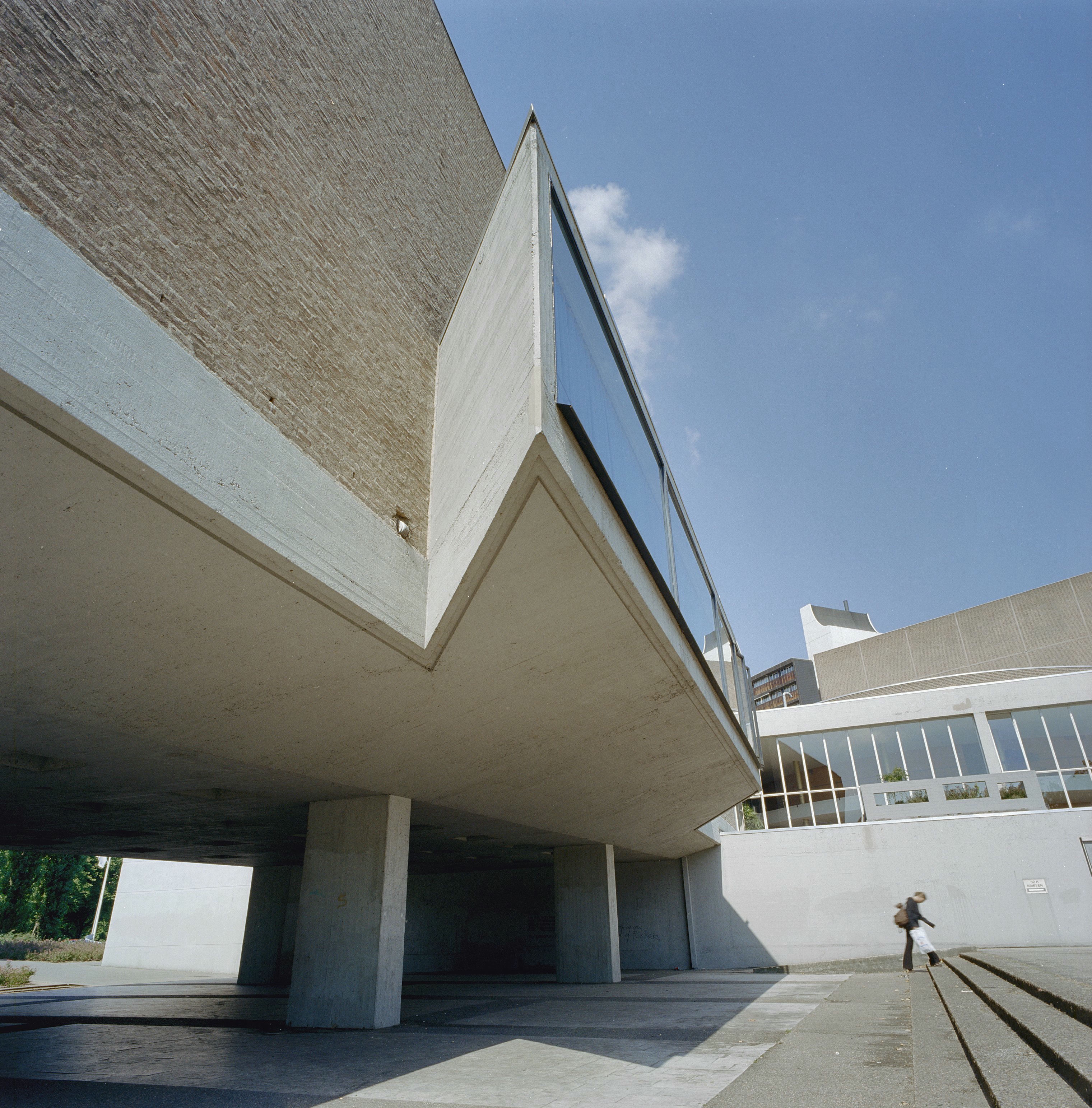
Stadsschouwburg Nijmegen